# Nuoto ai campionati mondiali di nuoto 2013 - Staffetta 4x100 metri stile libero femminile
Le qualifiche per la finale si sono svolte la mattina del 28 luglio 2013, mentre la finale, invece, si è svolta la sera dello stesso giorno.

## Medaglie
| Posizione | Oro                                                                                          | Argento                                                                                | Bronzo                                                                        |
| --------- | -------------------------------------------------------------------------------------------- | -------------------------------------------------------------------------------------- | ----------------------------------------------------------------------------- |
| Paese     | Stati Uniti                                                                                  | Australia                                                                              | Paesi Bassi                                                                   |
| Atlete    | Missy Franklin Natalie Coughlin Shannon Vreeland Megan Romano Simone Manuel Elizabeth Pelton | Cate Campbell Bronte Campbell Emma McKeon Alicia Coutts Brittany Elmslie Emily Seebohm | Elise Bouwens Femke Heemskerk Inge Dekker Ranomi Kromowidjojo Esmee Vermeulen |

## Record
Prima della manifestazione il record del mondo (WR) e il record dei campionati (CR) erano i seguenti.
| Record mondiale       | 3'31"72 | Paesi Bassi Inge Dekker (53"61) Ranomi Kromowidjojo (52"30) Femke Heemskerk (53"03) Marleen Veldhuis (52"78) | 26 luglio 2009 Roma, Italia |
| Record dei campionati | 3'31"72 | Paesi Bassi Inge Dekker (53"61) Ranomi Kromowidjojo (52"30) Femke Heemskerk (53"03) Marleen Veldhuis (52"78) | 26 luglio 2009 Roma, Italia |

Nel corso della competizione non sono stati migliorati record.

## Risultati

### Batterie
| Pos. | Batteria | Corsia | Atlete                                                                                       | Nazionalità   | Tempo   | Note                |
| ---- | -------- | ------ | -------------------------------------------------------------------------------------------- | ------------- | ------- | ------------------- |
| 1    | 2        | 5      | Simone Manuel (54"23) Natalie Coughlin (54"09) Elizabeth Pelton (54"66) Megan Romano (53"24) | Stati Uniti   | 3'36"22 | Q                   |
| 2    | 2        | 4      | Bronte Campbell Emma McKeon Brittany Elmslie Emil Seebohm                                    | Australia     | 3'36"46 | Q                   |
| 3    | 1        | 6      | Poon Ching Leung Sunny Sandrine Mainville Chantal van Landeghem Samantha Cheverton           | Canada        | 3'38"03 | Q                   |
| 4    | 1        | 3      | Michelle Coleman Louise Hansson Sarah Sjoström Nathalie Lindborg                             | Svezia        | 3'38"07 | Q                   |
| 5    | 2        | 6      | Veronika Popova Viktoriia Andreeva Mariya Baklakova Margarita Nesterova                      | Russia        | 3'38"32 | Q                   |
| 6    | 1        | 4      | Inge Dekker Femke Heemskerk Esmee Vermeulen Elise Bouwens                                    | Paesi Bassi   | 3'38"41 | Q                   |
| 7    | 1        | 2      | Dorothea Brandt Britta Steffen Daniela Schreiber Alexandra Wenk                              | Germania      | 3'39"19 | Q                   |
| 8    | 2        | 3      | Haruka Ueda Misaki Yamaguchi Miki Uchida Yayoi Matsumoto                                     | Giappone      | 3'39"24 | Q                   |
| 9    | 1        | 5      | Qiu Yuhan Pang Jiaying Wang Haibing Chen Xinyi                                               | Cina          | 3'39"29 |                     |
| 10   | 2        | 2      | Alice Mizzau Federica Pellegrini Silvia Di Pietro Erika Ferraioli                            | Italia        | 3'39"50 | Record nazionale    |
| 11   | 2        | 1      | Larissa Oliveira Daynara de Paula Graciele Herrmann Alessandra Marchioro                     | Brasile       | 3'41"05 | Record sudamericano |
| 12   | 1        | 7      | Marta Gonzaléz Patricia Castro Beatriz Gómez Cortés Melanie Costa                            | Spagna        | 3'42"08 |                     |
| 13   | 2        | 8      | Ingvild Snildal Susann Bjornsen Monica Johannessen Henriette Brekke                          | Norvegia      | 3'45"01 |                     |
| 14   | 2        | 7      | Quah Ting Wen Lim Xiang Qi Ong Chui Bin Mylene Lim Shu-En Lynette                            | Singapore     | 3'48"85 |                     |
| 15   | 1        | 8      | Hwang Seo-Jin Kim Go-Eun Han Nak-Yeong An Seh-Yeon                                           | Corea del Sud | 3'55"67 |                     |
|      | 1        | 1      |                                                                                              | Messico       |         | NP                  |

### Finale
| Pos. | Corsia | Atlete                                                                             | Nazionalità | Tempo   | Note                |
| ---- | ------ | ---------------------------------------------------------------------------------- | ----------- | ------- | ------------------- |
|      | 4      | Missy Franklin Natalie Coughlin Shannon Vreeland Megan Romano                      | Stati Uniti | 3'32"31 | Record panamericano |
|      | 5      | Cate Campbell Bronte Campbell Emma McKeon Alicia Coutts                            | Australia   | 3'32"43 | Record oceaniano    |
|      | 7      | Elise Bouwens Femke Heemskerk Inge Dekker Ranomi Kromowidjojo                      | Paesi Bassi | 3'35"77 |                     |
| 4    | 6      | Michelle Coleman Louise Hansson Sarah Sjoström Nathalie Lindborg                   | Svezia      | 3'36"56 |                     |
| 5    | 3      | Poon Ching Leung Sunny Sandrine Mainville Chantal van Landeghem Samantha Cheverton | Canada      | 3'37"09 | Record nazionale    |
| 6    | 2      | Veronika Popova Viktoriia Andreeva Mariya Baklakova Margarita Nesterova            | Russia      | 3'38"45 |                     |
| 7    | 8      | Haruka Ueda Misaki Yamaguchi Miki Uchida Yayoi Matsumoto                           | Giappone    | 3'39"45 |                     |
| 8    | 1      | Dorothea Brandt Britta Steffen Alexandra Wenk Daniela Schreiber                    | Germania    | 3'39"57 |                     |